# Hyldegøgeurt
Hyldegøgeurt (Dactylorhiza sambucina), ofte skrevet hylde-gøgeurt, er en 9-25 cm høj orkidé. Den har sin største udbredelse i Central- og Sydeuropa, mod øst findes den til Kaukasus og mod nord til Mellemsverige. Den kan i bjergene sydpå vokse i store antal på græsgange mellem 500 og 2000 moh.
Hyldegøgeurt har bleggule eller rødlilla blomster, men læbens basis er altid gul, ofte med rødlilla prikker. Planter med røde og gule blomster vokser ofte sammen, hvilket på svensk har givet den navnet Adam och Eva. Hyldegøgeurt har en svag hyldeduft. I Danmark er arten meget sjælden. Den vokser på overdrev på Bornholm og enkelte andre steder i landet.